# Thaumatogelis gallicus
Thaumatogelis gallicus är en stekelart som först beskrevs av André Seyrig 1928.  Thaumatogelis gallicus ingår i släktet Thaumatogelis och familjen brokparasitsteklar. Inga underarter finns listade i Catalogue of Life.